# Grant Leadbitter
Grant Leadbitter, né le 7 janvier 1986 à Chester-le-Street, est un footballeur anglais qui évolue au poste de milieu de terrain avec le club de Sunderland AFC.

## Biographie
Avec l'équipe d'Angleterre des moins de 19 ans, il participe au championnat d'Europe des moins de 19 ans en 2005. Lors de cette compétition organisée en Irlande du Nord, il joue cinq matchs. Il se met en évidence en délivrant une passe décisive en phase de groupe contre l'équipe de France, puis deux passes décisives en demi-finale face à la Serbie. L'Angleterre s'incline en finale face à la France (défaite 1-3).
Grant Leadbitter dispute un total de 80 matchs en Premier League, inscrivant cinq buts, et 359 matchs en deuxième division, marquant 48 buts.
Il réalise sa meilleure performance lors de la saison 2014-2015, où il inscrit 12 buts avec le club de Middlesbrough. Il inscrit à cette occasion trois doublés en championnat.

## Palmarès

### En équipe nationale
- Angleterre -19 ans
  - Finaliste du championnat d'Europe des moins de 19 ans en 2005

### En club
- Sunderland AFC
  - Champion d'Angleterre de D2 en 2007
  - Finaliste de l'EFL Trophy en 2019
  - Vainqueur de l'EFL Trophy en 2021

- Middlesbrough FC
  - Vice-champion d'Angleterre de D2 en 2016.

### Distinction personnelle
- Membre de l'équipe-type de D2 anglaise en 2015.